# Autocanibalismo
El autocanibalismo, también llamado autosarcofagia, es la práctica de comerse a sí mismo. Un término similar que se aplica de manera diferente es la autofagia, que denota específicamente el proceso normal de autodegradación celular. Si bien es casi un término exclusivo de este proceso, la autofagia se ha convertido en ocasiones en un uso más común.

## Entre humanos

### Como hecho natural
Cierta cantidad de autocanibalismo ocurre involuntariamente, ya que el cuerpo consume células muertas de la lengua y las mejillas. Ingerir la propia sangre de una lesión involuntaria como un sangrado nasal o una úlcera no es claramente una recolección intencional y por lo tanto no se considera canibalista. También los órganos de personas con problemas de desnutrición cometen autocanibalismo para obtener proteínas y energía para la  función de estos.

### Comofilia
El morderse las uñas que luego se convierte en el hábito de comerse las uñas es una forma de pica, aunque muchos no consideran morderse las uñas como una verdadera forma de canibalismo. Otras formas de pica incluyen la compulsión de comerse el propio cabello, que puede formar una bola de pelo en el estómago.

### Como elección propia
Algunas personas se dedican al autocanibalismo como una forma extrema de modificación corporal, por ejemplo, comiendo su propia piel. Otros beberán su propia sangre, una práctica llamada autovampirismo, pero chupar sangre de las heridas generalmente no se considera canibalismo. La placentofagia puede ser una forma de autocanibalismo.

## Como un crimen
Se ha denunciado el autocanibalismo forzado como forma de tortura o crimen de guerra. Isabel Báthory supuestamente obligó a algunos de sus sirvientes a comer su propia carne a principios del siglo XVII. Se registraron incidentes en los años posteriores al golpe de Estado haitiano de 1991. En la década de 1990, los jóvenes sudaneses se vieron obligados a comerse sus propias orejas.

## Entre animales
Se sabe que el grillo se come sus propias alas. Hay evidencia de que ciertos animales digieren su propio tejido nervioso cuando hacen la transición a una nueva fase de la vida. 
Los ascidias posee en su cabeza un ganglio "cerebro", que digiere después de adherirse a una roca y volverse estacionario, formando un organismo parecido a una anémona. Esto ha sido utilizado como evidencia de que el propósito del cerebro y el tejido nervioso es principalmente para producir movimiento. El comportamiento autocanibalista se ha documentado en las serpientes de esculapio norteamericanas: una serpiente cautiva intentó consumirse dos veces, muriendo en el segundo intento. Otra serpiente de esculapio salvaje fue encontrada tragándose cerca de dos tercios de su cuerpo.

## En la cultura popular
- En la mitología griega, Eresictón terminó comiéndose a sí mismo debido al hambre insaciable con que la diosa Deméter lo castigó.
- En un cuento del ciclo artúrico, el rey Agrestes de Camelot se vuelve loco después de masacrar a los discípulos cristianos de Josefo en su ciudad, y se come sus propias manos.
- En el cuento corto de Stephen King "Survivor Type", sobre un hombre atrapado en una pequeña isla.
- En la novela Hannibal, Hannibal Lecter recuerda haber manipulado psicológicamente a Mason Verger para que se comiera su propia nariz y alimentar a su perro con su cara. Lecter también alimenta a Paul Krendler con parte de su propio cerebro.
- En un episodio de Los Simpson de Halloween Homer recurre al canibalismo hasta el punto de fundar una franquicia llamada "Homer King", una parodia de Burger King.